# 盛名座

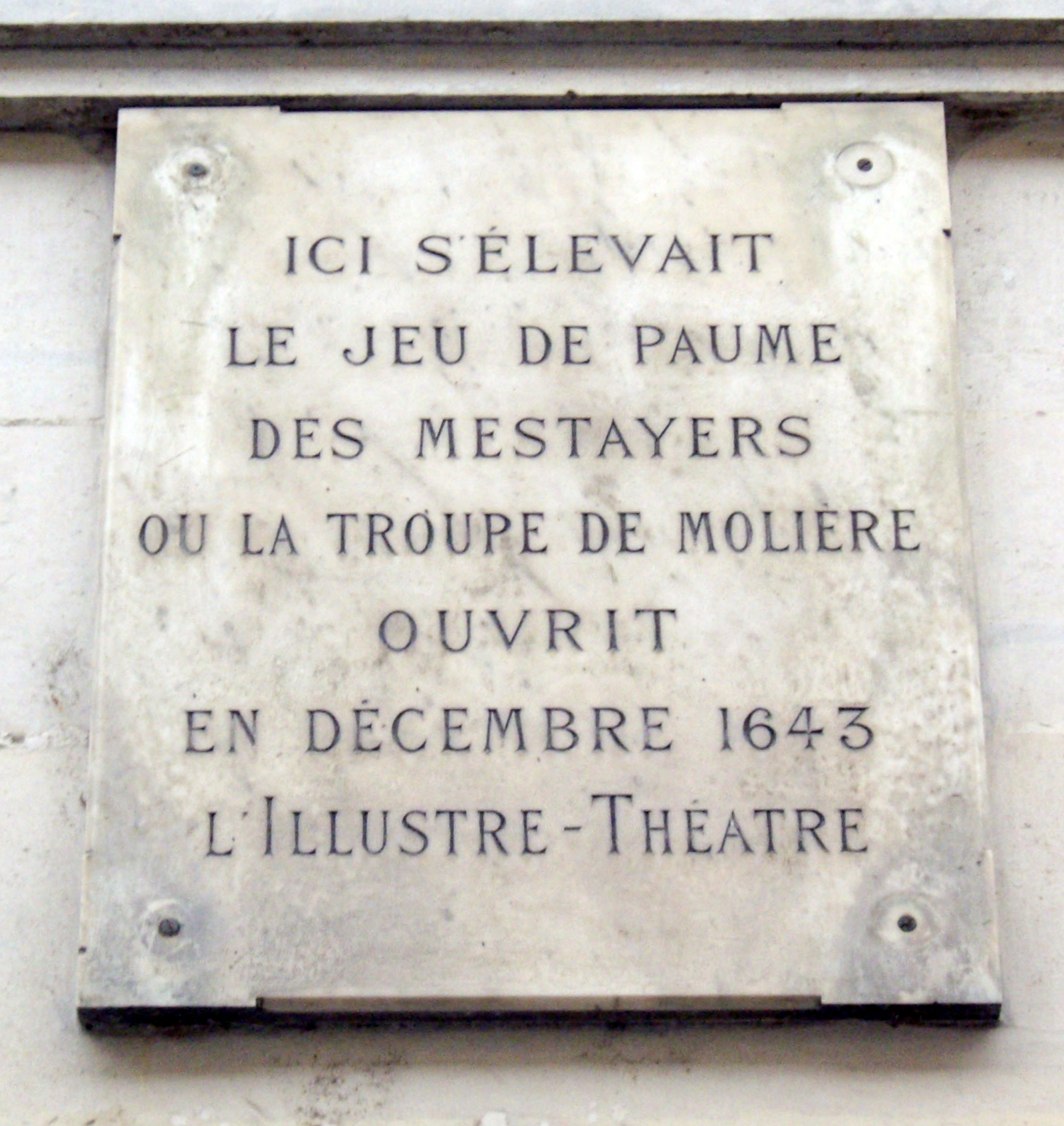
パリ6区にある、劇団結成記念碑

盛名座（せいめいざ、仏: Illustre Théâtre）は、17世紀フランスに存在した劇団。演劇を志した青年期のモリエールが、恋人のマドレーヌ・ベジャールとともに起こした。僅か2年程度しか存在しなかったが、コメディ・フランセーズの歴史を遡ればこの劇団に行きつくため、その意義は大きい。

## メンバー
- 座長
  - マドレーヌ・ベジャール ※演じる役を自由に選ぶ権利を唯一有した
- 副座長
  - ジャン＝バティスト・ポクラン ※後のモリエール。本名。
- 団員
  - ジョセフ・ベジャール ※座長の兄
  - ジュヌヴィエーヴ・ベジャール ※座長の妹
  - ジェルマン・クレラン
  - ニコラス・ボナンファン
  - ジョルジュ・ピネル
  - マドレーヌ・マラングル
  - カトリーヌ・デ・ジュルリス
  - デニス・ベイ

## 歴史
大学を出たばかりのジャン=バティスト・ポクラン、後のモリエールは、人生の岐路に立たされていた。父親は宮廷にも出入りする室内装飾業者で、富裕な町人であった。父親の跡を継ぐこともできたし、大学で獲得した弁護士資格を用いて活動することもできたが、どちらも選ばなかった。演劇の道へ進む決意を固めたのである。彼がどうしてこのような決意を固めるに至ったかは定かではないが、彼の育った環境や、マドレーヌ・ベジャールとの出会いがそうさせたのだと考えられている。
1643年1月3日、モリエールは書面にて正式に父親に世襲権を放棄する旨を通知し、1632年に死去した母親の遺産の一部(630リーヴル)を劇団結成のために要求し、これを受け取った。同年6月30日、マドレーヌ・ベジャールの母親マリー=エルベの家にて、劇団結成の契約書が締結され、マドレーヌが座長、モリエールが副座長に就任した。座員はわずか10名、俳優としての実績があるのはマドレーヌだけで、残りの者はモリエールを含め全員演劇は素人であった。しかしその契約書によれば、座員が脱退する場合には「初舞台以前なら3000リーヴルの罰金、以後なら4か月依然に届け出を必要とする。なお違反した場合には全財産没収」とあるなど、熱意だけは素晴らしかった。
かくして劇団は結成されたが、活動拠点とする劇場を探す必要があった。結成されたばかりで資金的余裕などなく、あちこち探し回った結果、古ぼけたジュ・ド・ポームを借り受けることができたが、それでも1900リーヴル必要で早速資金が足りなくなり、モリエールが父親に借金をして何とか凌いだ。ジュ・ド・ポームは本来球技場で、劇場ではなかったため、改装が必要であった。それにはしばらく日数がかかるため、活動を始めるために一同はルーアンへ赴き、10月から1か月の間興行を行った。
パリで興行を行うことができたのは1644年1月のことであった。デビュー公演ではトリスタン・レルミットの『セネクの死(La Mort de Sénéque)』を上演したようである。座長のマドレーヌは劇団結成前から有名で人気のあった女優であり、なおかつ当時マレー劇場が火事のため閉鎖されていた事情もあって、初めのうちはそれなりに客を集めるのに成功した。座長、副座長ともに悲劇を好んでいたため、専ら悲劇を上演にかけていたが、当時一流のブルゴーニュ劇場やマレー劇場に対抗できるわけもなく、次第に興行成績が悪化していった。モリエールは金策のために東奔西走し、あちこちで借金を重ねたが、退団者が出てしまった。12月19日には、経費削減のためにさらに借賃の安いジュ・ド・ポームに移るが、状況は好転しなかった。1645年、深刻な財政難に陥った劇団はいよいよ追い詰められ、債権者の取り立てに応じることができなくなり、破産した。同年8月2日には、142リーヴルの返済不可能な借金のために、モリエールが劇団の代表者として投獄されてしまった。
モリエールは幸いにも数日で出獄することができたが、団員として残ったのはベジャール兄妹とクレランだけだった。借金のためにパリにいられなくなったので、新たに2人の新座員を加えて、一行はボルドーへ赴いた。13年に及ぶ南フランス巡業の始まりである。ボルドーでギュイエンヌ総督エペルノン公爵(Duc d'Épernon, Jean-Louis de Nogaret de La Valette)の庇護を受けることに成功し、盛名座は公爵が所有していた劇団と合併した。1645年の年末、もしくは46年の年頭のことである。こうして盛名座は解散、幕を下ろしたのであった。